# Já, spravedlnost
Já, spravedlnost je československý film režiséra Zbyňka Brynycha, natočený v roce 1967 a uvedený do kin v roce 1968. Scénář napsal Miloš Macourek a Milan Nejedlý za spoluúčasti Zbyňka Brynycha, podle stejnojmenného románu Miroslava Hanuše z roku 1946.

## Děj filmu
V roce 1946, během Norimberského procesu, je československý lékař Dr. Heřman unesen záhadnou organizací. Ke svému zděšení Heřman zjistí, že má léčit Adolfa Hitlera, jehož sebevražda v roce 1945 byla fingována. Hitler nyní žije v izolovaném sanatoriu v Německu, obklopen svými zdánlivě věrnými stoupenci, skupinou bývalých vysoce postavených nacistů. Tito muži ho však viní z porážky a zničení Německa a rozhodli se, že jedna smrt není pro Hitlera dostatečným trestem. Spíše je Hitler přesvědčen, že druhá světová válka stále probíhá. Němečtí důstojníci zinscenují „spojenecké nájezdy“, při kterých je Hitler zajat, čelí soudu a trestu smrti, je potrestán gilotinou a poté je na poslední chvíli zachráněn svými stoupenci – jen aby tomu všemu čelil znovu a znovu. Tato zkušenost uvrhne Hitlera do nesnesitelné duševní agónie; lékař se rozhodne ukončit jeho utrpení a zabije ho, sám je potom také zabit.

## Obsazení hlavních rolí
- Karel Höger jako doktor Heřman
- Fritz Diez jako Adolf Hitler
- Angelica Domröseová jako Inga
- Jiří Vršťala jako Harting
- Karel Charvát jako Herbert
- Jindřich Narenta jako muž s brýlemi
- Oto Ševčík jako Henri

## Ocenění
- Zvláštní cena poroty na  6. mezinárodním festivalu vědecko-fantastických filmů v Terstu